# Eva Libertad

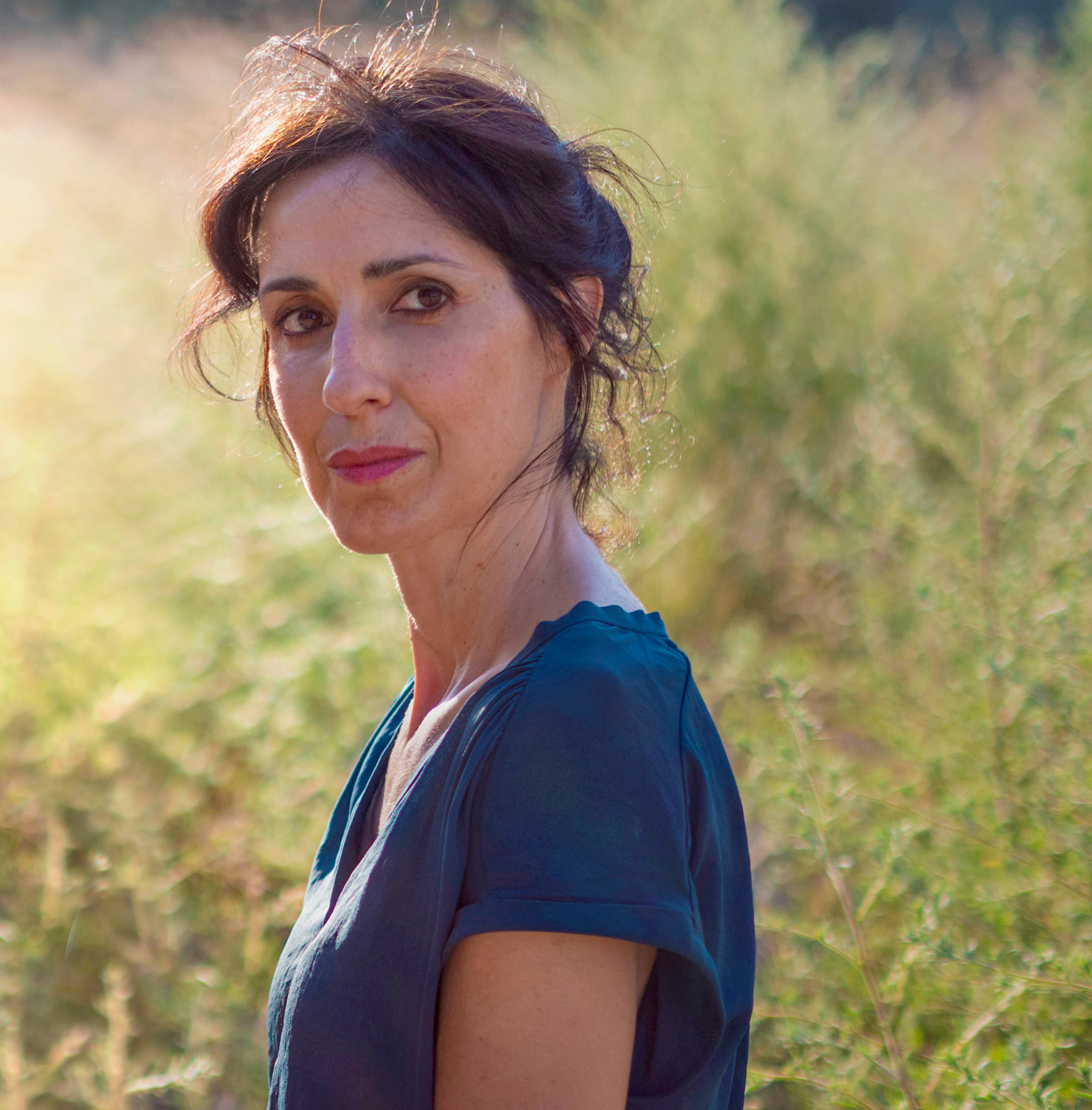
Eva Libertad (2020)

Eva Libertad García López (* 7. Oktober 1978 in Molina de Segura) ist eine spanische Regisseurin, Drehbuchautorin und Filmproduzentin.

## Leben und Karriere
Eva Libertad stammt aus Murcia und ging mit 17 Jahren nach Madrid, wo sie an der Universität Complutense  Madrid Soziologie studierte. Später absolvierte sie eine Ausbildung im Bereich der darstellenden Künste. Eine Zeitlang lebte sie in Argentinien, dort arbeitete sie als Theaterregisseurin und Schauspielerin. Sie kehrte nach Madrid zurück und widmete sich seit dem den audiovisuellen Medien.
Seit 2016 leitet sie die Produktionsfirma Nexus CreaFilms, die ihre Filme Sorda, Lea y Alex en pleno siglo 21 und Nikolina produziert und vertreibt. Sie selbst schrieb für ihre Filme auch die Drehbücher.
Im Jahr 2020 erhielt Eva Libertad ein Stipendium des ICARM (Instituto de las Industrias Culturales y de las Artes de Murcia (Institut für Kulturindustrie und Kunst von Murcia)) für die Entwicklung des Spielfilms „Ángela en el mundo”“, ein Projekt, das auch im Rahmen von COOFILM, dem künstlerischen Residenzprogramm für Filmemacherinnen, ausgewählt wurde.
Ihr Kurzfilm Sorda (Gehörlos), bei dem sie 2021 mit Nuria Muñoz Regie führte und das Drehbuch verfasste, wurde auf zahlreichen Filmfestivals gezeigt und wiederholt ausgezeichnet. So erhielt dieser Film unter anderem beim Internationalen Frauenfilmfestival von Assuan (Ägypten) und beim 31. Internationalen Filmfestival von Palencia einen Preis.
Sie adaptierte diesen preisgekrönten Kurzfilm als gleichnamigen Spielfilm, der 2025 bei der 75. Berlinale in der Sektion Panorama internationale Weltpremiere feierte. In diesem Werk geht es um eine gehörlose Frau, gespielt von Libertads Schwester, die schwanger wird und sich nicht sicher ist, wie sich das Leben für ihr Kind in der Welt der Hörenden gestaltet. Für Sorda wurde Eva Libertad mit dem Panorama Publikumspreis geehrt.

## Auszeichnungen und Nominierungen
- 2023: Nominierung für den Goya-Preis der spanischen Akademie (Kurzfilm Sorda)[11]
- 2025: Teilnahme an der 75. Berlinale, Sektion Panorama (Spielfilm Sorda), Publikumspreis

## Filmografie
- 2019: Lea y Alex en pleno siglo 21 (Leo & Alex in der Mitte des 21. Jahrhunderts) (Kurzfilm) (Regie mit Nuria Muñoz)
- 2020: Nikolina (Spielfilm) (Regie mit Nuria Muñoz)
- 2021: Sorda (Gehörlos) (Kurzfilm) (Regie mit Nuria Muñoz)
- 2024: Mentiste, Amanda (Amanda, du hast gelogen) (Kurzfilm) (Regie mit Nuria Muñoz)
- 2025: Sorda (Spielfilm)